# Pseudopanthea palata
Pseudopanthea palata är en fjärilsart som beskrevs av Augustus Radcliffe Grote 1880. Pseudopanthea palata ingår i släktet Pseudopanthea och familjen Pantheidae. Inga underarter finns listade.